# Конвой Йокосука – Трук (04.05.43 – 12.05.43)
Конвой Йокосука — Трук (04.05.43 — 12.05.43) — японський конвой часів Другої світової війни, проведення якого відбувалось у травні 1943 року.
Пунктом призначення конвою був атол Трук у центральній частині Каролінських островів, де ще до війни створили потужну базу японського ВМФ, з якої до лютого 1944 року провадились операції у цілому ряді архіпелагів. Вихідним пунктом став розташований у Токійській затоці порт Йокосука (саме звідси традиційно вирушала більшість конвоїв на Трук).
До складу конвою увійшли переобладнаний легкий крейсер «Бангкок-Мару», що перевозив 1200 військовослужбовців, та флотський транспорт «Мамія», тоді як ескорт забезпечував есмінець «Ікадзучі».
Загін вирушив з порту 4 травня 1943 року. Його маршрут пролягав через кілька традиційних районів патрулювання американських підводних човнів, які зазвичай діяли поблизу східного узбережжя Японського архіпелагу, біля островів Оґасавара та на підходах до Труку. Утім, цього разу конвой зміг прослідувати без інцидентів та 12 травня прибув на Трук.
16 травня 1943 року «Бангкок-Мару» у супроводі есмінця «Ікадзучі» рушив далі на схід Мікронезії, до островів Гілберта. При цьому 20 травня 1943 року в районі на південний схід від атола Джалуїт (Маршалові острови) кораблі перестрів американський підводний човен USS Pollack, який торпедував та потопив «Бангкок-Мару», з яким загинуло близько п'яти сотень осіб.